# カクダイ製菓
カクダイ製菓株式会社（カクダイせいか、英: Kakudaiseika Co.,Ltd.）は、愛知県名古屋市西区に本社を置く菓子メーカー。

## 概要
クッピーラムネのブランドでラムネ菓子を製造しており、全国で販売されている。1919年（大正8年）に「増進堂」として創業し、和菓子を製造・販売していた。1948年（昭和23年）に「大橋商店」として現在地に移り、1950年（昭和25年）にカクダイ製菓として設立した。社名のカクダイは、大橋商店のロゴマークが大の文字であったことに由来する。

## 主な製品
- クッピーラムネ

## 製造拠点
- 本社工場：愛知県名古屋市西区
- 七宝工場：愛知県あま市

## その他
蛇口のや水道用品を製造販売するカクダイが1990年に現社名に変更するまで使っていたロゴマークは、当社と同じ四角の中に大の字のものだったが、社名変更と同時にKマークに変える。